# پیروانه
پیروانه (به انگلیسی: Peerwana) یک روستا در پاکستان است که در پنجاب واقع شده‌است.